# Conocybe aeruginosa
Conocybe aeruginosa är en svampart som beskrevs av Romagn. 1969. Conocybe aeruginosa ingår i släktet Conocybe och familjen Bolbitiaceae.   Inga underarter finns listade i Catalogue of Life.
I den svenska databasen Dyntaxa används istället namnet Pholiotina aeruginosa för samma taxon.  Arten har ej påträffats i Sverige.